# Carbure de silicium
«  SiC » redirige ici. Pour les autres significations, voir Sic (homonymie).
Le carbure de silicium est un composé chimique de formule SiC. C'est une céramique ultraréfractaire ultradure semiconductrice synthétique, qu'on peut trouver dans la nature sous la forme d'un minéral très rare, la moissanite.
Grâce au procédé Acheson, depuis la fin du XIXe siècle, on sait produire industriellement de la poudre de carbure de silicium, qui servit d'abord comme abrasif. Les grains de SiC peuvent être traités par frittage pour obtenir des pièces en céramique très dures — de 9,0 à 9,5 sur l'échelle de Mohs — qui sont largement utilisées pour des applications exigeant une résistance élevée comme les freins, les embrayages, ou les plaques de certains gilets pare-balles.
Le carbure de silicium a également des applications électroniques qui remontent au début du XXe siècle, dans les premières radios, puis des diodes électroluminescentes (LED) ; aujourd'hui, ce matériau est employé dans les composants électroniques devant fonctionner à température ou sous des tensions élevées. Il est possible d'obtenir de grands monocristaux de carbure de silicium par le procédé de Lely, cristaux qui peuvent ensuite être taillés en gemmes appelées moissanite synthétique.
Le carbure de silicium présente plus de 250 polymorphes, dont les principaux sont l'α-SiC (ou polytype 6H, hexagonal), le β-SiC (ou polytype 3C, de type sphalérite), et le carbure de silicium 4H.

## Structure et propriétés
Le carbure de silicium pur est incolore, mais le produit industriel est noir tirant sur le vert en raison d'impuretés d'alumine Al2O3. Le SiC le plus pur tend vers le vert bouteille. Le matériau massif a une masse volumique de 3,217 g cm−3 à 20 °C, et il est à peu près insoluble dans l'eau. Il résiste à l'oxydation dans l'atmosphère au-dessus de 800 °C en formant une couche de passivation en dioxyde de silicium SiO2 qui protège le matériau de l'oxygène de l'air. Au-dessus de 1 600 °C et sous pression partielle d'oxygène inférieure à 5 kPa, il se forme plutôt du monoxyde de silicium SiO, qui est gazeux à cette température et ne protège donc plus le matériau contre l'oxydation, de sorte que le SiC brûle rapidement dans ces conditions.
Le carbure de silicium présente une dureté de 9,0 à 9,5 sur l'échelle de Mohs, comparable à celle du carbure de bore B4C et de l'alumine Al2O3. Il a une conductivité thermique d'environ 350 W m−1 K−1 pour le SiC pur, généralement ramenée de 100 à 140 W m−1 K−1 pour le SiC technique, en fonction du procédé de fabrication. Sa largeur de bande interdite varie selon le polytype considéré, par exemple 2,39 eV pour le β-SiC (polytype 3C) et 3,33 eV pour le polytype 2H,. Il ne fond pas, même sous atmosphère inerte, et se décompose à 2 700 °C, 2 830 °C ou 3 070 °C selon différentes mesures menées respectivement en 1986, 1988 et 1998.
| Polytype                       | 6H (α)                | 3C (β)               | 4H                   |
| ------------------------------ | --------------------- | -------------------- | -------------------- |
| Structure cristalline          | Hexagonale (wurtzite) | Cubique (sphalérite) | Hexagonale           |
| Groupe d'espace                | C4 6v–P63mc           | T2 d–F43m            | C4 6v–P63mc          |
| Symbole de Pearson             | hP12                  | cF8                  | hP8                  |
| Paramètre cristallin           | 3,081 0 Å ; 15,12 Å   | 4,359 6 Å            | 3,073 0 Å ; 10,053 Å |
| Masse volumique                | 3,21 g cm−3           | 3,21 g cm−3          | 3,21 g cm−3          |
| Largeur de bande interdite     | 3,05 eV               | 2,36 eV              | 3,23 eV              |
| Module de compression          | 220 GPa               | 250 GPa              | 220 GPa              |
| Conductivité thermique à 300 K | 490 W m−1 K−1         | 360 W m−1 K−1        | 370 W m−1 K−1        |

### Polymorphisme
Le carbure de silicium est notable pour son polymorphisme particulièrement développé, comptant plus de 250 formes cristallines. Ce polymorphisme est caractérisé par des structures cristallines très proches appelées polytypes, identiques dans deux dimensions mais différentes selon la troisième dimension, ce qui permet de les décrire comme différentes les unes des autres par l'ordre d'empilement de couches atomiques de structure déterminée.
Le carbure de silicium alpha (α-SiC) est le polytype le plus courant. Il se forme au-dessus de 1 700 °C, avec une structure cristalline hexagonale dite 6H. Le carbure de silicium bêta (β-SiC) se forme en dessous de 1 700 °C, avec une structure cubique dite 3C de type sphalérite, semblable à celle du diamant. Le β-SiC était relativement peu utilisé jusqu'au début du siècle mais a trouvé des applications industrielles comme support de catalyse hétérogène, car il présente une plus grande surface que l'α-SiC.

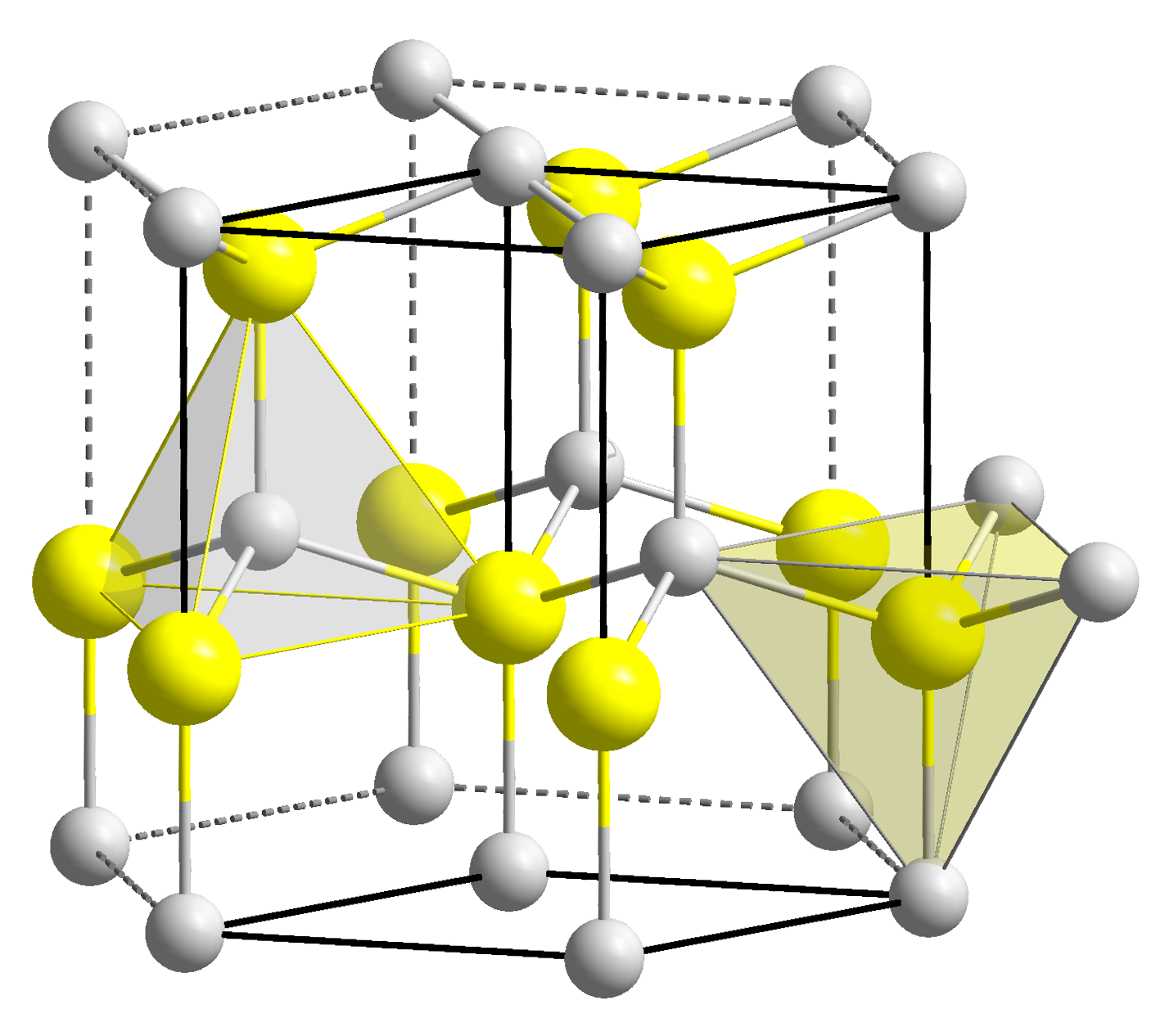
__ Si     __ C α-SiC, wurtzite.
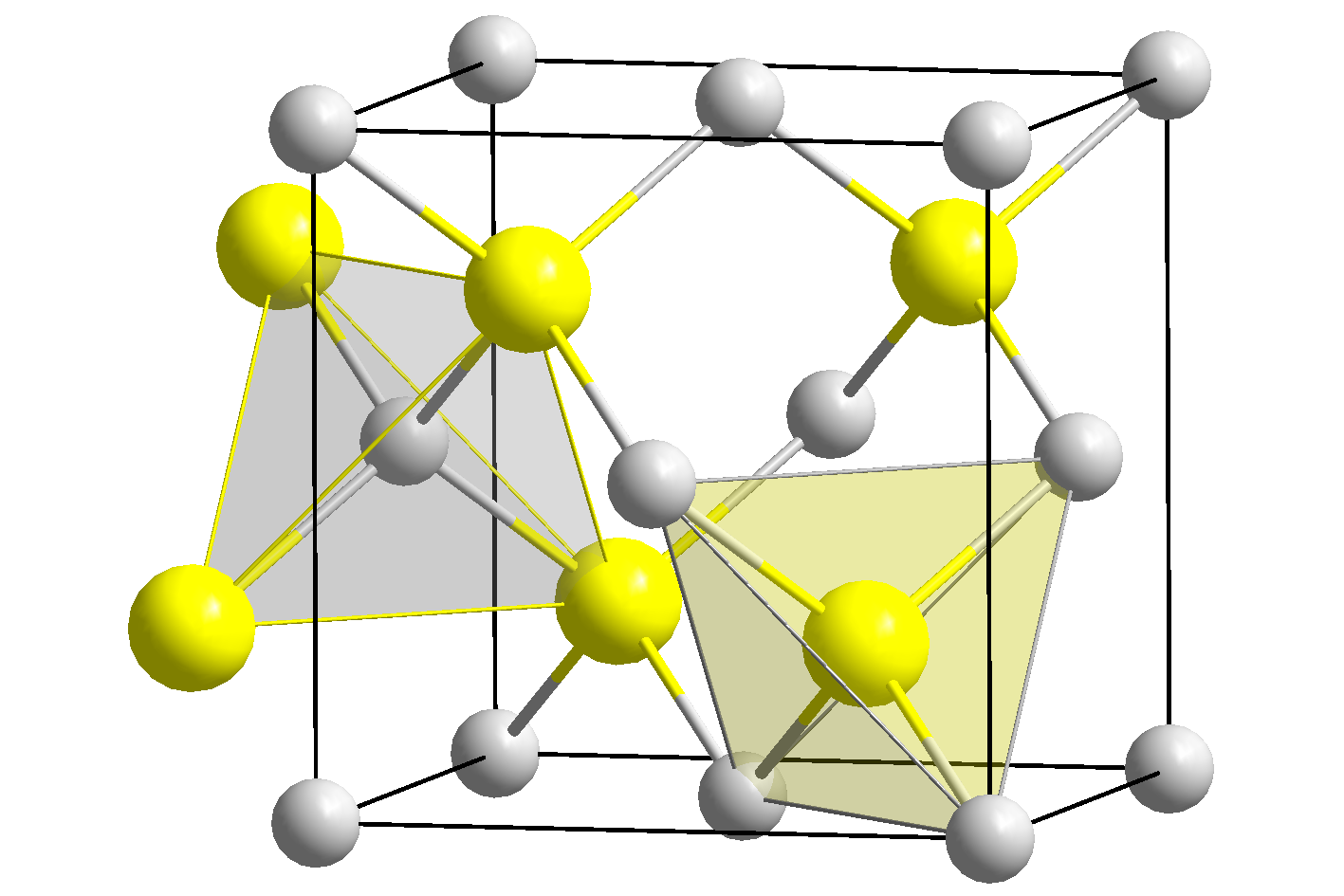
__ Si     __ C β-SiC, sphalérite.

### Conductivité électrique
Le carbure de silicium est un semiconducteur qui peut être dopé n par l'azote et le phosphore et p par le béryllium, le bore, l'aluminium et le gallium. La supraconductivité a été observée dans le 3C-SiC:Al, le 3C-SiC:B et le 6H-SiC:B à la même température de 1,5 K,. On observe cependant une différence de comportement essentielle entre le dopage au bore et le dopage à l'aluminium : le SiC:Al est un supraconducteur de type II, comme le Si:B, tandis que le SiC:B est un supraconducteur de type I. On a montré que les sites du silicium dans le réseau cristallin du carbure de silicium sont plus importants pour la supraconductivité que les sites du carbone ; ceci pourrait expliquer la différence de comportement magnétique selon les modes de dopage car le bore se substitue au carbone tandis que l'aluminium se substitue au silicium dans le carbure de silicium.

## Carbure de silicium naturel

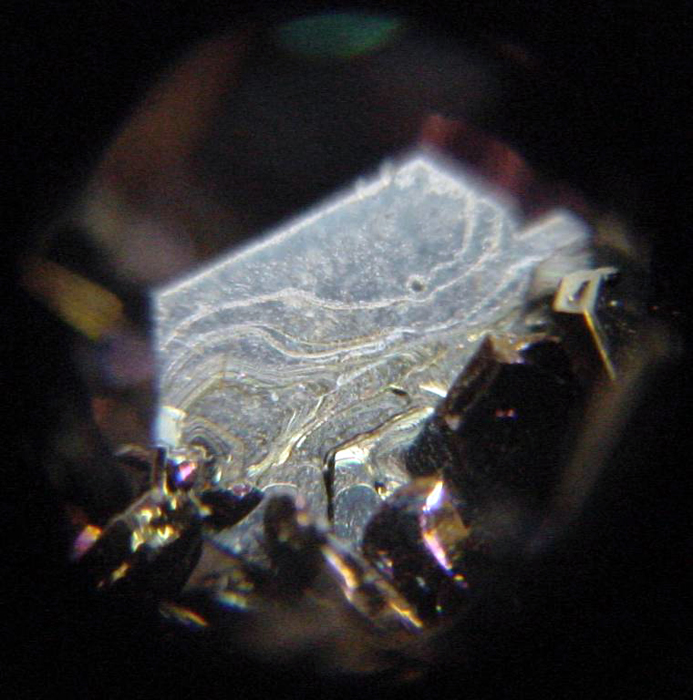
Moissanite (grossissement 14×).

Le carbure de silicium existe en très petites quantités dans le milieu naturel sous forme d'un minéral d'α-SiC appelé moissanite. D'infimes quantités de ce minéral peuvent être trouvées dans certaines types de météorites et dans les dépôts de corindon et de kimberlite. Le premier fragment de moissanite a été observé en 1893 par Henri Moissan — qui a donné son nom au minéral — dans la météorite de Canyon Diablo, issue du Meteor Crater, en Arizona (États-Unis). Cette découverte a souvent été discutée car l'échantillon sur lequel Moissan travaillait aurait pu avoir été contaminé par des lames de scie en carbure de silicium qui étaient déjà sur le marché à cette époque.
La moissanite a été trouvée comme minéral accessoire dans les kimberlites, essentiellement sous la forme des polytypes 6H et 15R. Des grains de moissanite ont également été trouvés au sein d'une syénite peralcaline du volcan Água de Pau (île de São Miguel, aux Açores). Il s'agit surtout du polytype 6H, mais le polytype 4H est également présent. La formation de moissanite témoigne de conditions extrêmement réductrices, et peut-être d'un flux de méthane et d'hydrogène.
Bien qu'il soit extrêmement rare sur Terre, le carbure de silicium est particulièrement abondant dans l'espace. C'est un constituant important de la poussière interstellaire et c'est pourquoi on en retrouve souvent dans les météorites les plus primitives, c'est-à-dire les moins altérées depuis leur formation. Il s'agit presque toujours de β-SiC. On trouve ainsi de la moissanite dans certaines météorites chondritiques, sous la forme de grains présolaires. La composition isotopique de ces grains apporte des informations sur la nucléosynthèse stellaire explosive et sur certaines réactions nucléaires au sein des supernovae de type II. L'analyse des grains de carbure de silicium de la météorite de Murchison, une chondrite carbonée tombée en Victoria (Australie), a également révélé des rapports isotopiques de carbone et de silicium inhabituels indiquant une origine extérieure au Système solaire.

## Production

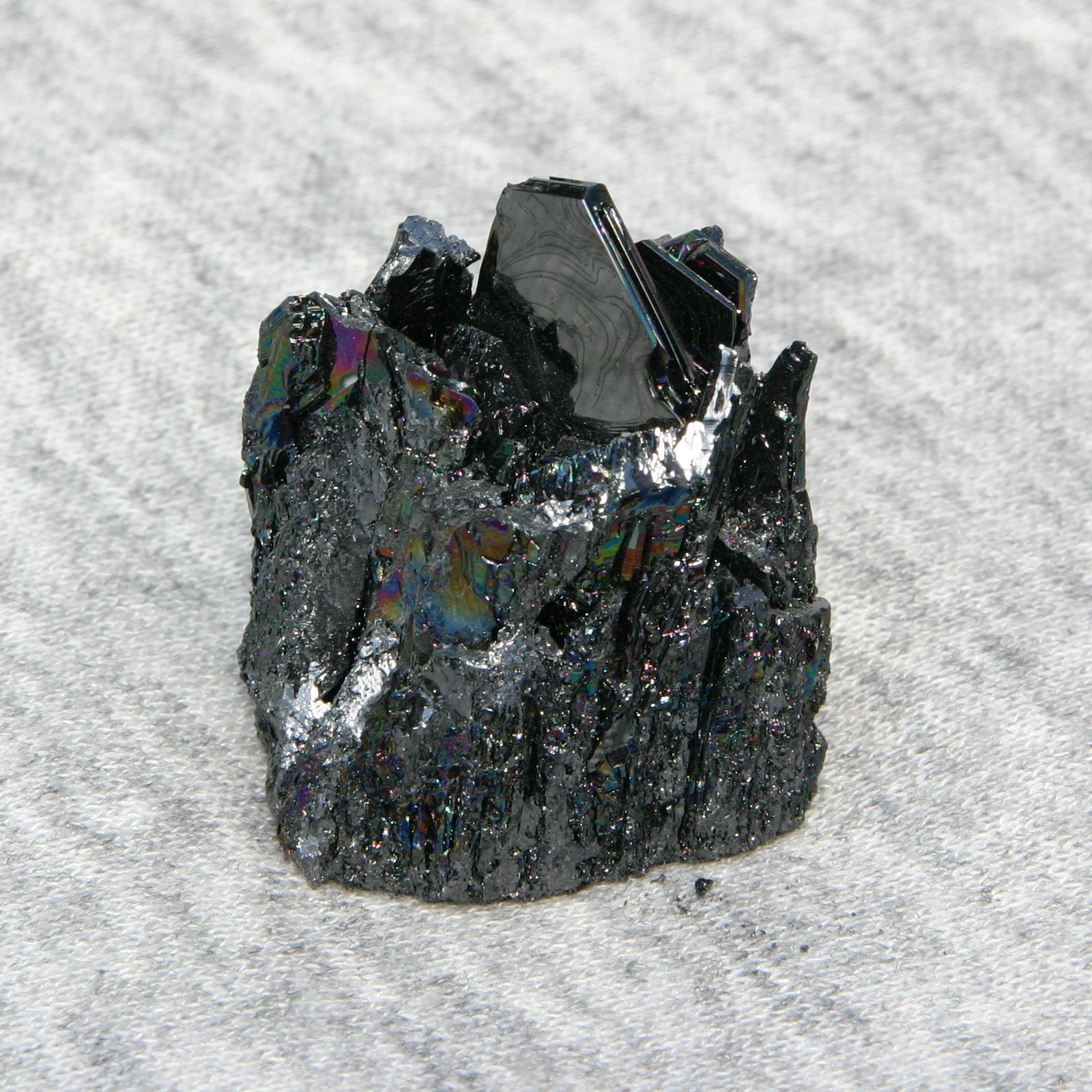
Fragment de SiC polycristallin chargé d'impuretés.

La moissanite étant un minéral extrêmement rare, le carbure de silicium est un matériau essentiellement synthétique. Il est utilisé comme abrasif, comme semiconducteur ainsi que comme gemme semblable au diamant. La méthode la plus simple consiste à combiner du sable de silice avec du carbone dans un four électrique selon le procédé Acheson, entre 1 600 et 2 500 °C. Il est également possible de produire du carbure de silicium à partir des grains de silice présents dans le son (par exemple celui de riz) en chauffant le tout pour faire réagir le dioxyde de silicium SiO2 avec le carbone de la matière organique. La fumée de silice, qui est un sous-produit de la production de silicium et d'alliages de ferrosilicium, peut également donner du carbure de silicium par chauffage avec du graphite à 1 500 °C.
La pureté du matériau formé dans un four d'Acheson dépend de la distance par rapport aux résistances de graphite. Les cristaux les plus purs sont incolore, jaune clair ou verts et se trouvent au plus près des résistances. La couleur vire au bleu marine et au noir à mesure qu'on s'éloigne des résistances et que les cristaux deviennent moins purs. Les impuretés les plus courantes sont l'azote et l'aluminium, qui affectent la conductivité électrique du matériau.

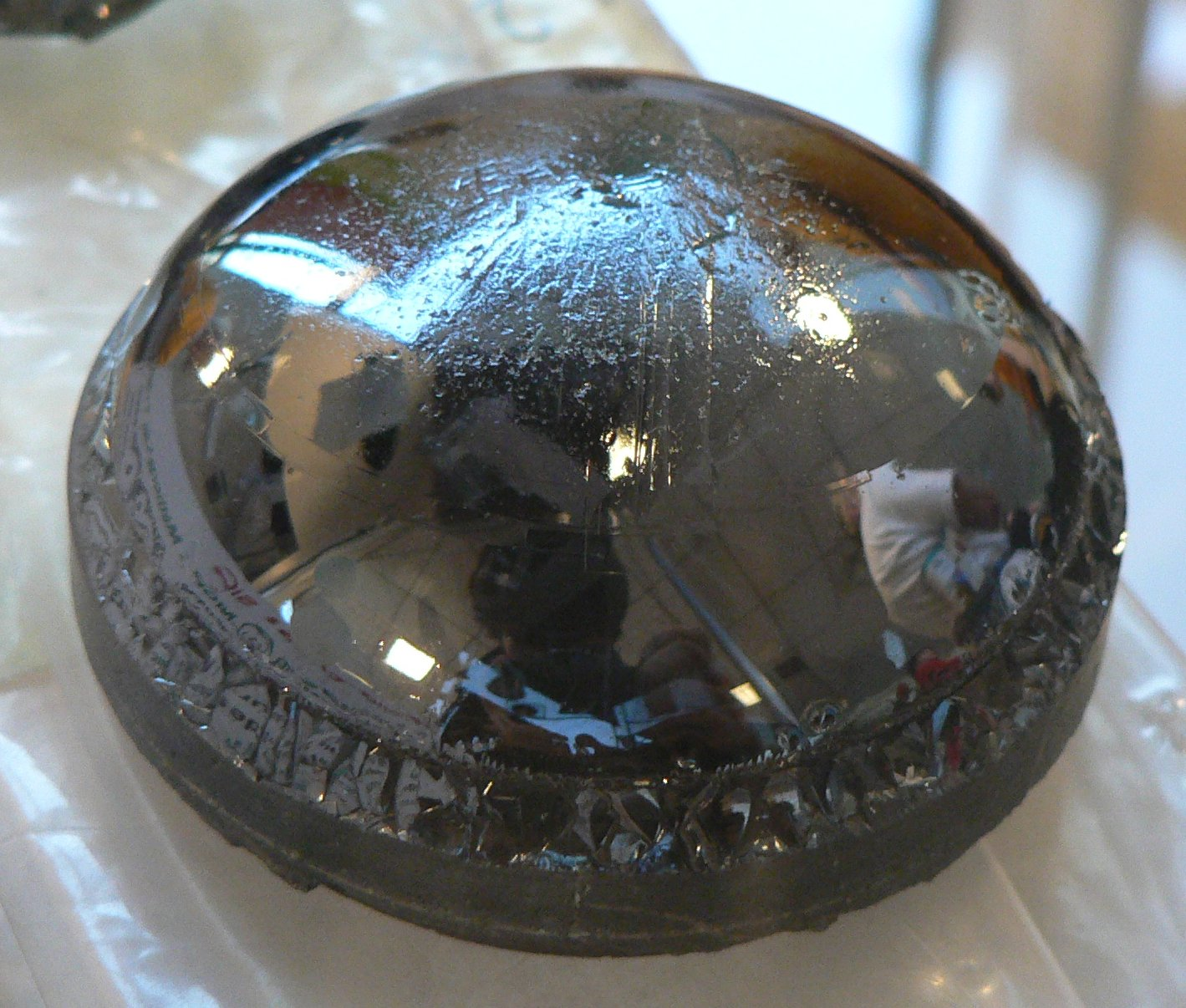
Monocristal de SiC.

On peut obtenir du carbure de silicium pur par le procédé de Lely, au cours duquel le carbure de silicium est sublimé pour libérer du silicium, du carbone, du dicarbure de silicium SiC2 et du carbure de disilicium Si2C dans une atmosphère d'argon à 2 500 °C, espèces qui sont ensuite condensées sous forme de monocristaux d'environ 2 cm de diamètre sur un substrat plus froid. Ce procédé donne des monocristaux de bonne qualité, essentiellement sous forme d'α-SiC (polytype 6H) en raison de la température de croissance élevée. Un procédé Lely modifié utilisant le chauffage par induction dans des creusets en graphite donne des cristaux encore plus grands, pouvant atteindre 10 cm.

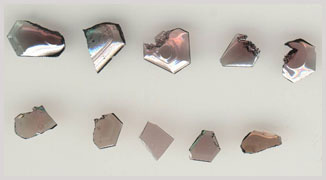
Cristaux de SiC obtenus par procédé Lely.

Le carbure de silicium cubique (β-SiC) est généralement obtenu par des procédés plus chers de dépôt chimique en phase vapeur (CVD). Il est possible de réaliser des homoépitaxies et des hétéroépitaxies de couches en carbure de silicium à partir de précurseurs liquides ou gazeux. Du carbure de silicium pur peut également être préparé par décomposition thermique d'un polymère, le poly(méthylsilyne), sous atmosphère inerte à température plus basse. Par rapport aux méthodes par CVD, la pyrolyse d'un polymère présente l'avantage de pouvoir donner une forme précise au polymère avant de le convertir en céramique,,,.

### Photographies

Moissanite synthétique. Collection de minéralogie, musée d'Histoire naturelle de Lille
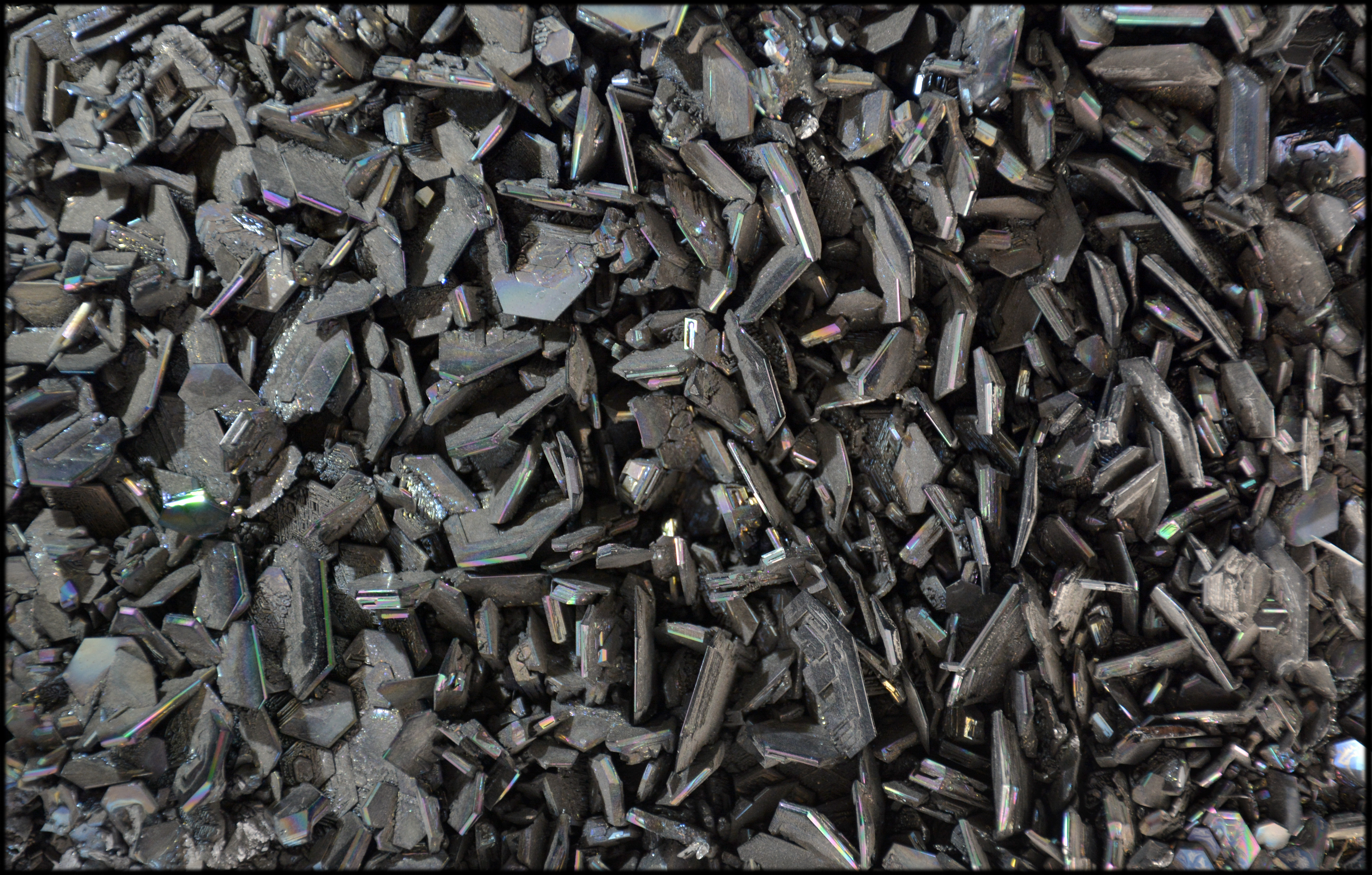
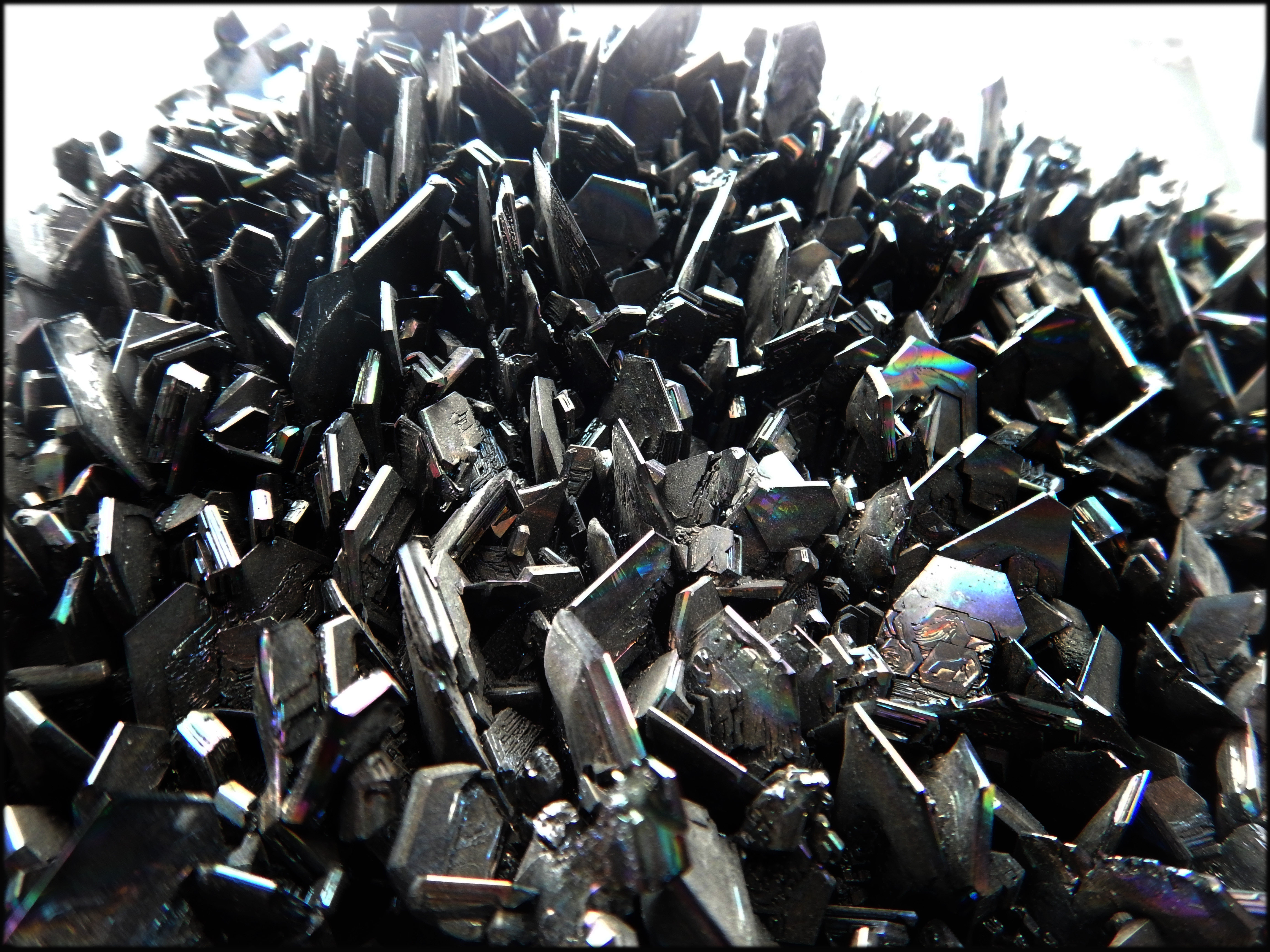
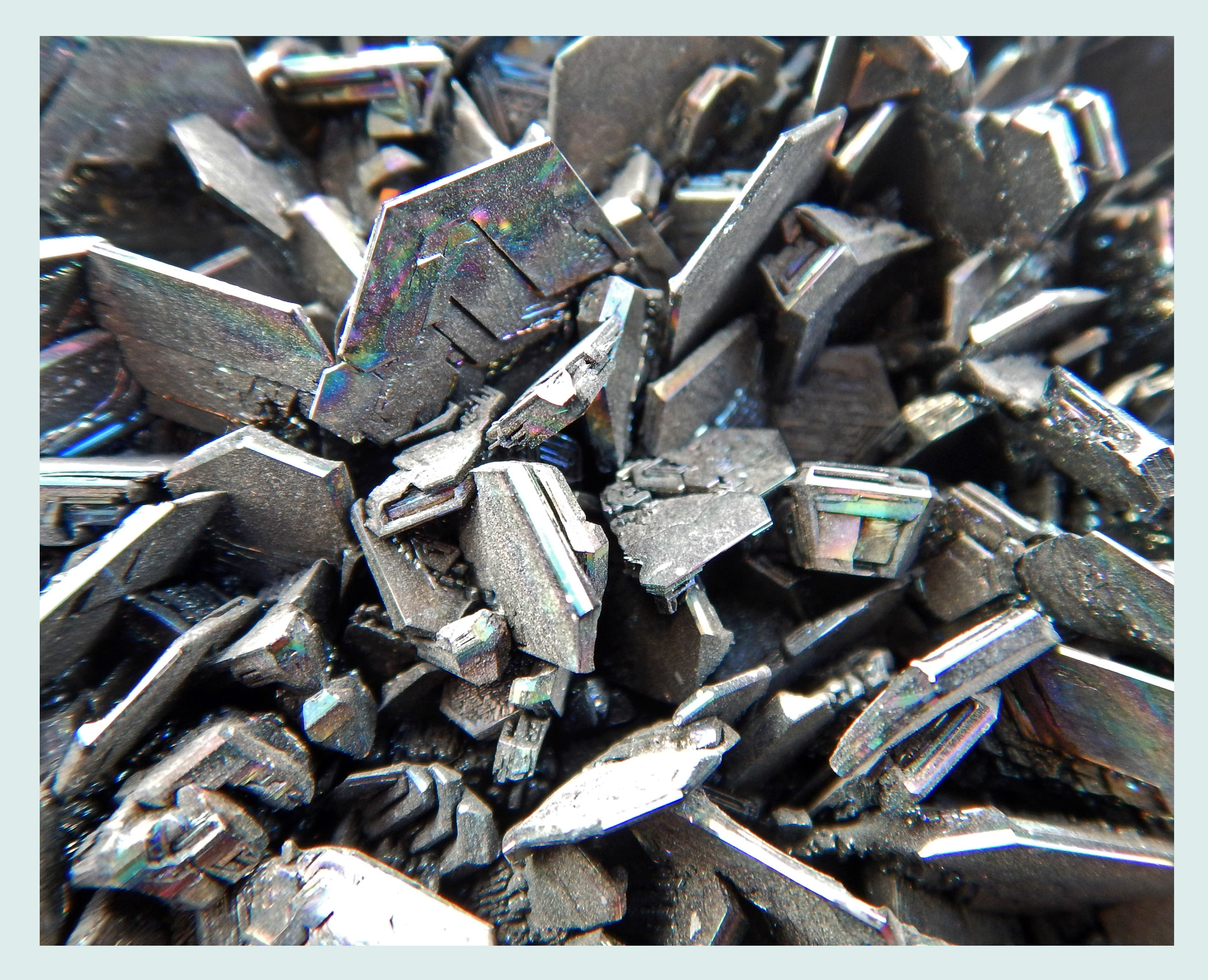
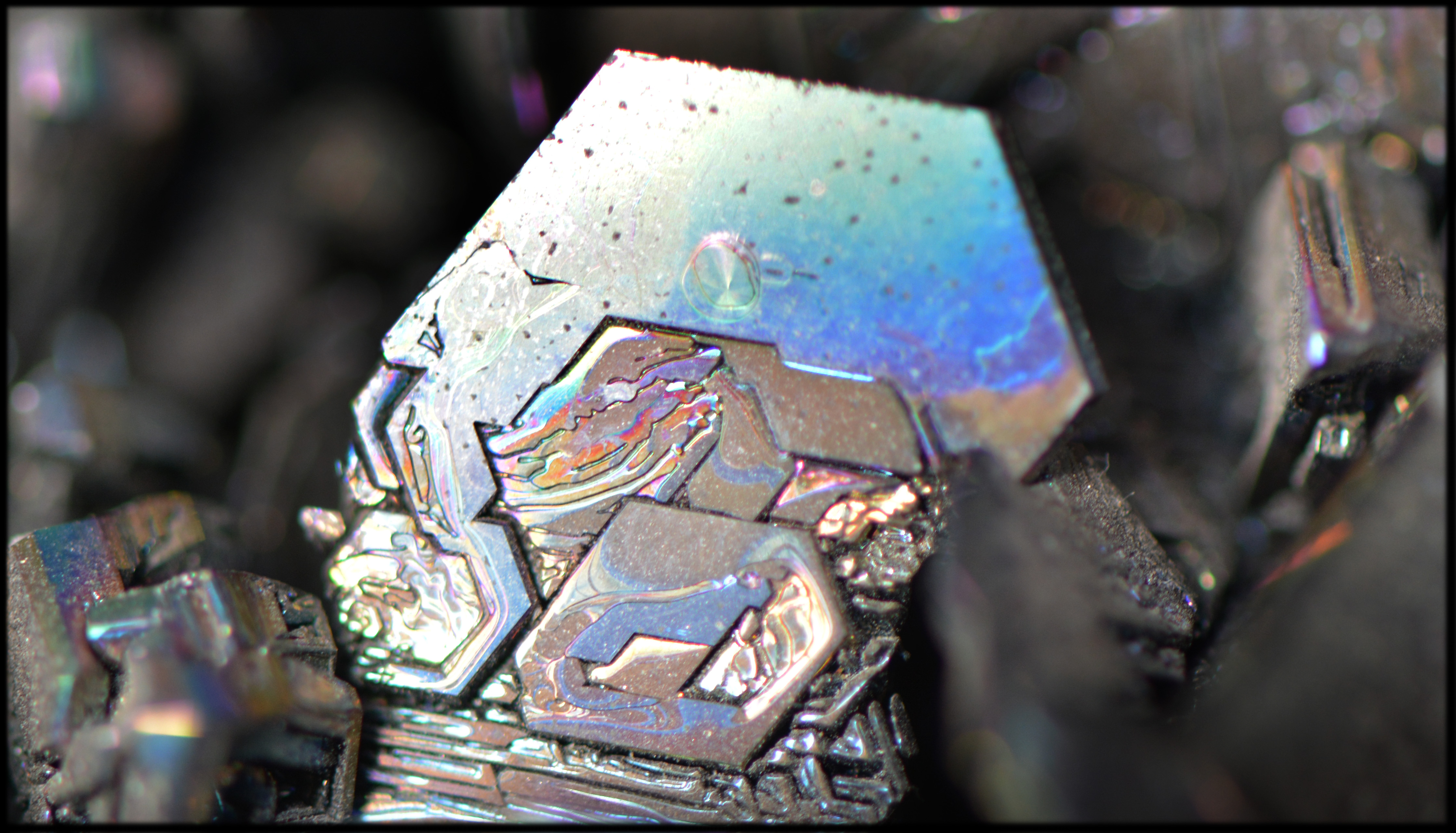

## Applications

### Abrasifs et outils de coupe

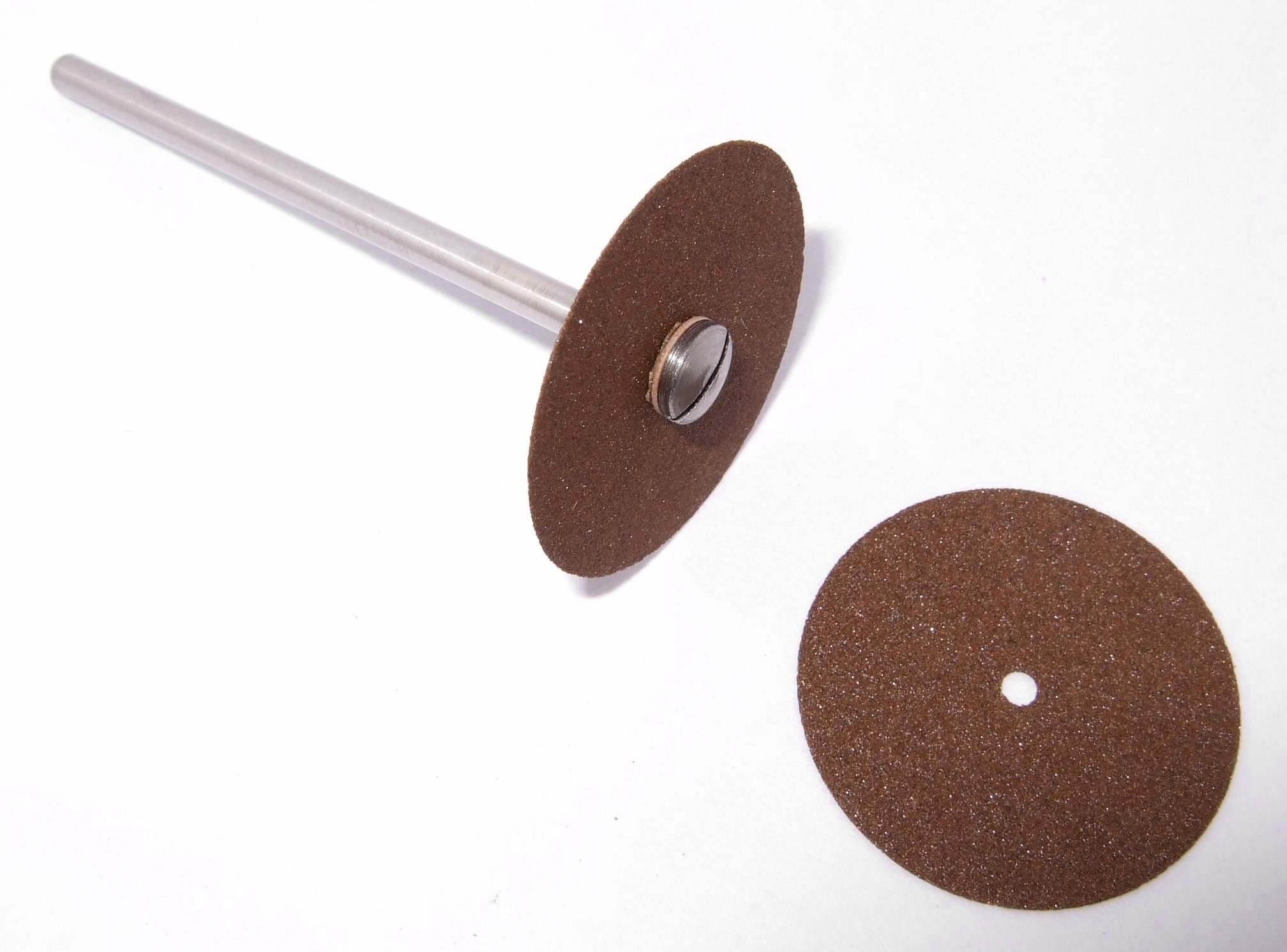
Disques de coupe au SiC.

Le carbure de silicium est un abrasif couramment utilisé dans les arts plastiques en raison de sa durabilité et de son faible coût. Dans l'industrie, il est utilisé dans les procédés d'usinage par abrasion comme le meulage, le polissage, le découpage jet d'eau et le sablage. Des particules de carbure de silicium sont laminées sur du papier pour produire du papier de verre ainsi que des bandes antidérapantes pour skateboards.
Un composite d'alumine Al2O3 et de barbes de carbure de silicium SiC particulièrement résistant a été observé en 1982 et commercialisé dans des outils de coupe dès 1985.

### Matériau structurel
Comme d'autres céramiques ultradures (l'alumine Al2O3 et le carbure de bore B4C), le carbure de silicium est utilisé dans les blindages composites (par exemple le blindage Chobham) et dans les plaques en céramique de certains gilets pare-balles.
Le carbure de silicium est utilisé comme support et matériau de rayonnage dans les fours à haute température, notamment pour la cuisson de la céramique, la fusion du verre ou la coulée du verre. Les étagères de four en carbure de silicium sont sensiblement plus légères et plus durables que les étagères traditionnelles en alumine.
En décembre 2015, l'injection de nanoparticules de carbure de silicium dans du magnésium fondu a été proposée à l'université de Californie à Los Angeles comme moyen de produire un nouvel alliage plastique résistant pouvant être utilisé dans le secteur aéronautique et spatial, la construction automobile et la microélectronique.

### Équipements automobiles

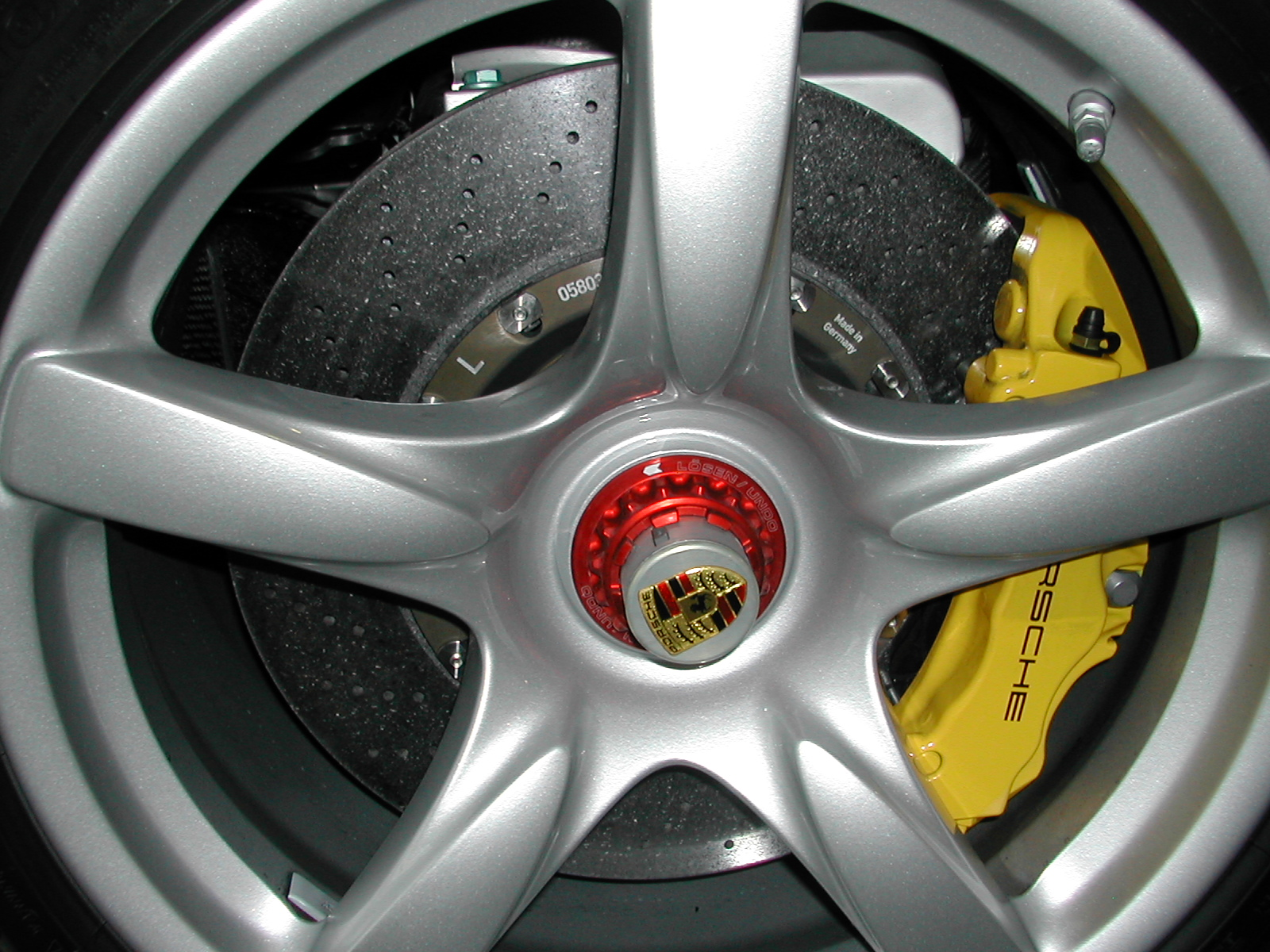
Frein à disque en composite carbone-céramique d'une Porsche Carrera GT.

Le composite carbone-carbone infiltré de silicium est utilisé pour les disques de freins « céramiques » à hautes performances, car il est capable de résister à des températures extrêmes. Le silicium réagit avec le graphite dans le composite carbone-carbone pour donner du carbure de silicium renforcé par des fibres de carbone (C/SiC). Ces disques sont utilisés sur certaines voitures de sport et véhicules haut de gamme.
Le carbure de silicium est également utilisé sous forme frittée pour les filtres à particules Diesel. Il est également utilisé comme additif dans l'huile pour réduire les frottements, les émissions et les harmoniques.

### Parafoudres à éclateurs
La première application du carbure de silicium dans les installations électriques a été pour réaliser des parafoudres. Ces équipements présentent une résistance élevée lorsque la tension électrique qui leur est appliquée est inférieure à une tension de seuil, et une résistance faible lorsque la tension électrique qui leur est appliquée est supérieure à cette tension de seuil.
Il a rapidement été remarqué que la résistance électrique du carbure de silicium dépend de la tension auquel il est soumis, de sorte qu'on a branché des colonnes de pastilles en SiC entre des lignes à haute tension et la terre. Si la foudre qui tombe sur la ligne élève la tension par rapport à la terre au-dessus d'une valeur limite, les piles de SiC deviennent conductrices et évacuent l'excès de tension vers la terre en préservant le reste de l'installation électrique. En pratique, les colonnes de SiC se sont révélées être très conductrices aux tensions de service normales et doivent par conséquent être montées en série avec des éclateurs. Ces éclateurs sont ionisés et rendus conducteurs lorsque la foudre élève la tension de la ligne électrique, ce qui établit un contact avec la terre à travers la colonnes de SiC, qui n'est plus isolée.
Les colonnes de SiC étaient initialement destinées à remplacer les éclateurs des parafoudres, qui ne sont généralement pas fiables car ils ne forment pas toujours l'arc électrique attendu et demeurent conducteurs trop longtemps, par exemple à la suite d'une défaillance du matériel ou d'une contamination par de la poussière ou du sel. De tels parafoudres à éclateurs et colonnes de carbure de silicium ont été commercialisés notamment par General Electric et Westinghouse Electric Corporation. Ces équipements ont depuis été largement remplacés par des varistances à colonnes de pastilles d'oxyde de zinc ZnO.

### Pyromètres à filaments

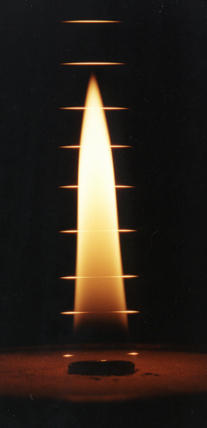
Pyromètre à filaments de SiC.

Des fibres en carbure de silicium peuvent être utilisées dans des pyromètres à filaments, qui mesurent la température d'un courant de gaz chaud à l'aide de filaments fins dont on capte le spectre d'émission pour déterminer la température. On utilise pour cela des fibres en SiC de 15 µm de diamètre, suffisamment fines pour ne pas perturber le flux de gaz et pour assurer que la température de la fibre soit aussi proche que possible de la température du courant de gaz. Cela permet de mesurer des températures d'environ 500 à 2 200 °C.

### Composants électroniques
Le carbure de silicium a été le premier matériau semiconducteur important du point de vue commercial. Une diode de détection de signal radio à cristal en « carborindon » (carbure de silicium synthétique, carborundum en anglais) a été brevetée en 1906 par Henry Harrison Chase Dunwoody (en). Elle a rapidement été largement utilisée dans les récepteurs radio des navires.

#### Diodes électroluminescentes
L'électroluminescence a été découverte en 1907 à partir de composants en carbure de silicium et les premières diodes électroluminescentes (LED) étaient à base de SiC. Des LED jaunes en 3C-SiC ont été produites en URSS dans les années 1970 et des LED bleues dans le monde entier dans les années 1980. Ces diodes ont néanmoins rapidement laissé la place aux diodes en nitrure de gallium GaN, qui présentent une émission bleue dix à cent fois plus puissante car le GaN est un semiconducteur à gap direct, contrairement au SiC qui est un matériau à gap indirect. Le SiC demeure cependant largement utilisé dans les LED comme substrat sur lequel on fait croître les couches actives en nitrure de gallium, ainsi que comme dissipateur thermique dans les LED haute puissance.

#### Électronique de puissance
Le carbure de silicium est un semiconducteur utilisé en électronique de puissance dans les composants électroniques destinés à un fonctionnement hyperfréquence, à haute température ou à haute tension. Les premiers composants disponibles étaient des diodes Schottky puis des JFET et des MOSFET pour la commutation haute puissance. Des transistors bipolaires et des thyristors font l'objet de développements.
La commercialisation du SiC s'est heurtée au problème de l'élimination des défauts cristallins, comme les dislocations coin et vis. C'est la raison pour laquelle les composants en carbure de silicium ont initialement affiché de piètres performances bien qu'ils aient fait l'objet de recherches pour les améliorer. Outre la qualité des cristaux de SiC, des problèmes d'interface entre le SiC et le dioxyde de silicium SiO2 ont entravé le développement d'IGBT et de MOSFET de puissance à base de carbure de silicium. Bien que le mécanisme n'en soit pas clairement compris, la nitruration a sensiblement réduit le nombre de défauts à l'origine des problèmes d'interface dans ces composants.
Les premiers JFET commerciaux fonctionnant sous en tension de 1 200 V ont été mis sur le marché en 2008, suivis en 2011 par les premiers MOSFET fonctionnant à 1 200 V. Les diodes Schottky en carbure de silicium sont largement répandus sur le marché dans les modules de puissance à facteur de puissance et IGBT.

### Joaillerie

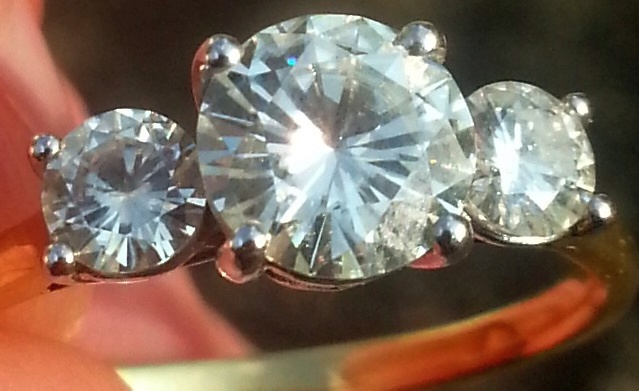
Bague de fiançailles avec moissanites.

Le carbure de silicium utilisé en joaillerie est appelée moissanite synthétique, ou simplement moissanite, en référence au minéral du même nom. La moissanite synthétique est semblable au diamant par plusieurs aspects importants : c'est une pierre transparente et dure (9,0 à 9,5 sur l'échelle de Mohs, contre 10 pour le diamant), avec un indice de réfraction de 2,65 à 2,69 (contre 2,42 pour le diamant). Elle est un peu plus dure que la zircone ordinaire. Contrairement au diamant, elle peut être fortement biréfringente. Pour cette raison, les bijoux en moissanite sont taillés le long de l'axe optique du cristal afin de limiter les effets de biréfringence. Elle est plus légère (masse volumique de 3,21 g cm−3 contre 3,53 g cm−3) et bien plus résistante à la chaleur que le diamant. Elle présente de ce fait un éclat plus brillant, des facettes plus nettes et une meilleure résilience. Les pierres de moissanite peuvent être placés directement dans un moule pour la coulée à la cire perdue, comme les diamants, car la moissanite résiste à des températures atteignant 1 800 °C.
La moissanite est une imitation de diamant appréciée et qui peut être confondue avec le diamant véritable en raison de sa conductivité thermique particulièrement proche de celle du diamant. Elle se distingue en revanche du diamant par sa biréfringence et sa très légère fluorescence verte ou jaune sous lumière ultraviolette. Certaines moissanites présentent également des inclusions courbes en forme de fils qui sont absentes des diamants.

### Astronomie

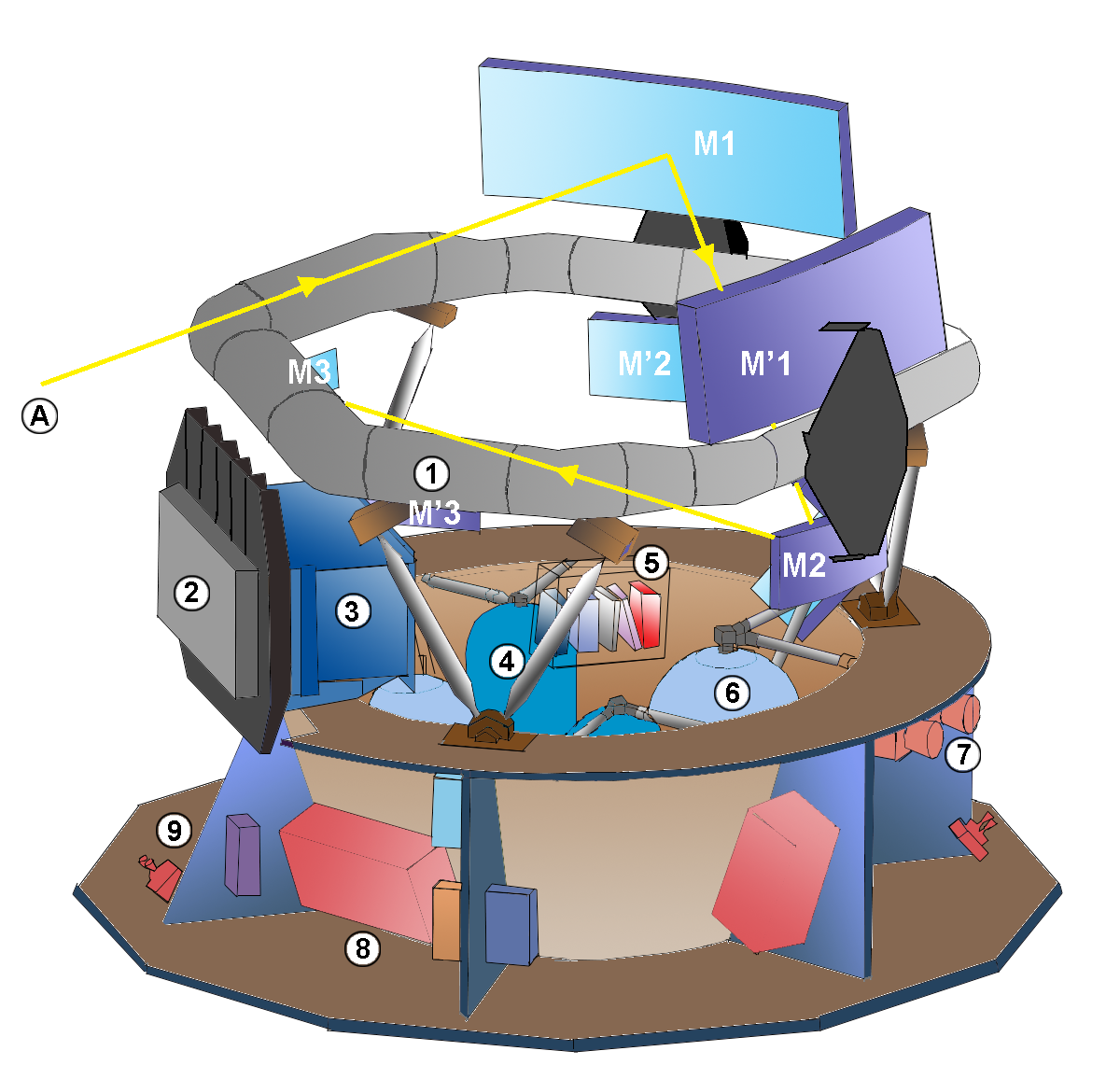
Schéma du télescope spatial Gaia, dont le banc optique (1) est un tore en carbure de silicium.

Le faible coefficient de dilatation thermique couplé à la grande dureté du carbure de silicium, sa forte rigidité et sa conductivité thermique élevée en font un matériau intéressant pour les télescopes utilisés en astronomie. Le procédé de croissance par dépôt chimique en phase vapeur (CVD) a été adapté à la production de disques en SiC polycristallin pouvant atteindre 3,5 m de diamètre. Plusieurs télescopes, comme le télescope spatial Herschel, sont équipés d'optique en SiC polycristallin, tandis que les instruments du télescope spatial Gaia sont montés sur un banc optique rigide en carbure de silicium qui fournit une structure stable peu sujette à la dilatation thermique.

### Éléments chauffants
Des éléments chauffants en carbure de silicium sont mentionnés dans la littérature depuis le début du XXe siècle. Ils permettaient d'atteindre des températures de fonctionnement plus élevées que les éléments métalliques. De tels éléments chauffants en SiC sont utilisés de nos jours dans la fusion du verre et de métaux non ferreux, le traitement thermique d'un métal, la production de verre flotté, la production de céramiques et de composants électroniques, l'allumage des veilleuses pour chauffage au gaz, etc.

### Support de catalyseur
Le fait que le carbure de silicium résiste naturellement à l'oxydation et le développement de nouvelles méthodes permettant de produire du β-SiC, avec une structure cristalline de type sphalérite, font du carbure de silicium un matériau intéressant comme support de catalyseur en catalyse hétérogène en raison de sa surface étendue. Ces propriétés sont mises à profit dans l'oxydation des hydrocarbures, comme la conversion du n-butane en anhydride maléique,.

### Particules TRISO pour combustible nucléaire

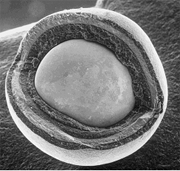
Particule TRISO éclatée montrant ses constituants ; le SiC est la seconde couche sous la surface.

Le carbure de silicium est un constituant important des particules de combustible nucléaire de type TRISO (« tristructural isotropic »), utilisées par les réacteurs nucléaires à très haute température, comme les réacteurs à lits de boulets. Chaque particule TRISO est formée d'un cœur en dioxyde d'uranium ou en carbure d'uranium entouré de quatre couches de trois matériaux isotropes : une couche tampon poreuse en carbone, puis une couche interne en carbone pyrolytique (PyC) dense, puis une couche en SiC destinée à retenir les produits de fission à des températures élevées et à renforcer l'intégrité structurelle de la particule TRISO, et enfin une couche externe en PyC dense.
Le carbure de silicium a été étudié pour remplacer le Zircaloy des revêtements dans les réacteurs à eau légère. L'une des raisons motivant ces recherches est que le Zircaloy est fragilisé par l'hydrogène produit par corrosion au contact de l'eau, ce qui réduit sensiblement la ténacité du matériau. Ce phénomène est largement amplifié à température élevée. Les revêtements en carbure de silicium ne subissent pas ce type de dégradation mécaniques et gardent au contraire leur résistance aux températures élevées. Le matériau composite consiste en des fibres de SiC enroulées autour d'une couche interne en SiC et entourées d'une couche externe en SiC.

### Production de graphène
Le carbure de silicium peut être utilisé dans la production de graphène en raison de ses propriétés chimiques qui favorisent la formation épitaxiale de graphène à la surface de nanostructures en SiC. Il existe plusieurs méthodes pour faire croître du graphène sur du SiC. Ainsi, la méthode de croissance par sublimation à confinement contrôlé (CCS) met en œuvre une puce en SiC chauffée sous vide en présence de graphite. Le vide est ensuite retiré très progressivement pour contrôler la croissance du graphène. Cette méthode donne des couches de graphène de la meilleure qualité, tandis que d'autres méthodes ont été publiées qui permettent d'obtenir une qualité équivalente.
Il est également possible en théorie de produire du graphène en décomposant thermiquement du SiC à haute température dans le vide, cependant cette méthode conduit à des couches de graphène parsemé de grains de petite taille. On a donc cherché à améliorer la qualité et le rendement de ce procédé, par graphitisation ex situ de SiC à terminaison silicium sous atmosphère d'argon. Cette méthode a permis produire des couches de graphène avec des domaines de plus grandes tailles qu'avec d'autres méthodes.
La plupart des procédés de production du graphène font intervenir des températures élevées, typiquement de 1 300 °C, en tirant profit de la stabilité thermique du carbure de silicium. Des méthodes combinant dépôt chimique en phase vapeur (CVD) et ségrégation superficielle permettent d'opérer à des températures sensiblement plus basses, de l'ordre de 750 °C. Ainsi, le traitement thermique d'une couche de métal de transition sur un substrat en SiC peut conduire à la formation de couches de graphène continues à l'interface entre le métal et le substrat.

### Production d'acier

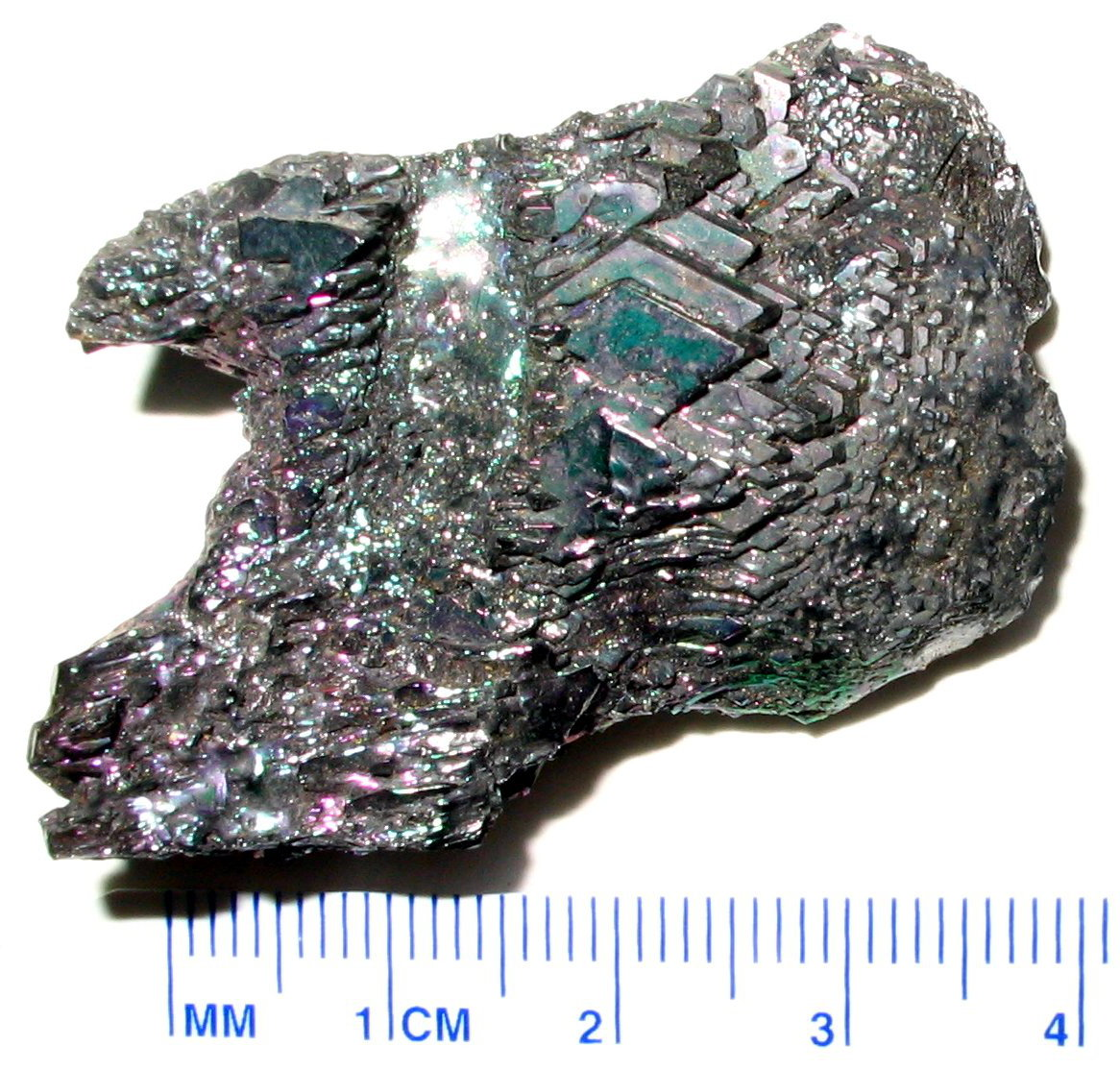
Bloc de SiC utilisé en sidérurgie.

Le carbure de silicium dissous dans les fourneaux de production d'acier par procédé LD est utilisé comme combustible élevant la température du mélange et permettant de retraiter davantage de résidus avec la même charge de métal chaud. Il est meilleur marché qu'une combinaison de ferrosilicium et de carbone, produit un acier plus propre et libère moins de polluants atmosphériques car il contient moins d'impuretés, peu de gaz et n'abaisse pas la température de l'acier.

### Centres colorés sources de photons uniques
À l'instar du diamant, qui contient des centres NV, le carbure de silicium contient également des défauts ponctuels formant des centres colorés susceptibles de se comporter comme des sources de photons uniques (en). De telles structures sont des ressources fondamentales pour de nombreuses applications émergentes en informatique quantique. Le fait de pomper un centre coloré à l'aide d'une source optique externe ou d'un courant électrique le porte à un état excité à partir duquel il peut émettre un photon unique par relaxation vers son état fondamental,.
Un défaut ponctuel bien connu du carbure de silicium est la dilacune, dont la structure électronique est semblable à celle des centres NV du diamant. Dans le polytype 4H-SiC, elle présente quatre configurations possibles : deux configurations axiales notées hh et kk, et deux configurations basales notées hk et kh, où h et k font référence respectivement à des sites hexagonaux et cubiques, ces quatre configurations donnant quatre raies zéro phonon (ZPL), soit en notation VSi–VC : hh(1,095) ; kk(1,096) ; kh(1,119) ; hk(1,150), avec des valeurs en électronvolts.

## Histoire
Le carbure de silicium aurait été synthétisé pour la première fois par le chimiste suédois Jöns Jacob Berzelius dans la première moitié du XIXe siècle, dans le cadre de ses travaux sur le silicium. Le minéral de carbure de silicium naturel fut découvert en 1893 par chimiste français Henri Moissan dans la météorite de Canyon Diablo, tombée il y a environ 50 000 ans dans l'Arizona, aux États-Unis. Ce minéral fut nommé moissanite en l'honneur de Moissan. Ce dernier synthétisa également du SiC par diverses méthodes, par exemple par dissolution de carbone dans du silicium fondu, fusion d'un mélange de carbure de calcium CaC2 et de silicium, et réduction de silice SiO2 avec du carbone dans un four électrique.
La production du carbure de silicium à grande échelle a commencé dès 1890 à l'initiative d'Edward Goodrich Acheson, un chimiste américain qui travaillait sur la production de diamants synthétiques. Pour cela, il faisant chauffer un mélange d'argile, essentiellement des phyllosilicates d'aluminium de formule générique (Al,Si)3O4, et de poudre de coke, c'est-à-dire du carbone, dans un bol en fer. Il obtint des cristaux bleus qu'il appela « carborindon » (carborundum en anglais), croyant qu'il s'agissait d'une variété carbonée de corindon (corundum en anglais). Acheson breveta son procédé de fabrication de poudre de « carborindon » — le procédé Acheson — le 28 février 1893. Il développa également le four électrique discontinu dans lequel le carbure de silicium est encore produit de nos jours et fonda la Carborundum Company, destinée à produire du SiC en vrac, au départ pour être utilisé comme abrasif.
Les applications du SiC se diversifièrent rapidement, et il fut employé dans les détecteurs des premières radios dès le début du XXe siècle. Le Britannique Henry Round réalisa les premières diodes électroluminescentes (LED) en appliquant une tension électrique à un cristal de SiC, ce qui permettait d'observer des émissions de lumière jaune, verte et orange à la cathode. Ces expériences furent ensuite reproduites par le Russe Oleg Lossev en 1923.